# Izra' (okrug)
Okrug Izra' (ar. منطقة ازرع) je okrug u sirijskoj pokrajini Daraa. Po popisu iz 2004. (prije rata), okrug je imao 246.804 stanovnika. Administrativno sjedište je u naselju Izra'.

## Nahije
Okrug je podijeljen u nahije (broj stanovnika se odnosi na popis iz 2004.):
- Izra' (ناحية ازرع): 56.760 stanovnika.[2]
- Jasim (ناحية جاسم): 39.624 stanovnika.[3]
- Al-Hirak (ناحية الحراك): 40.979 stanovnika.[4]
- Nawa (ناحية نوى): 57.404 stanovnika.
- Al-Shaykh Maskin (ناحية الشيخ مسكين):  34.370 stanovnika.[5]
- Tasil (ناحية تسيل): 17.778 stanovnika.[6]